# Sodam-dong
Sodam-dong (koreanska: 소담동) är en stadsdel i staden Sejong, Sydkorea. Den ligger 120 km söder om huvudstaden Seoul.